# 建国剏業
建国剏業（けんこくそうぎょう）は、中村不折による日本の絵画。

## 概要
本作は東京勧業博覧会で一等金牌を受賞した。本作は関東大震災で焼失したため、現存していない。